# Phytocoris minuendus
Phytocoris minuendus är en insektsart som beskrevs av Knight 1968. Phytocoris minuendus ingår i släktet Phytocoris och familjen ängsskinnbaggar. Inga underarter finns listade i Catalogue of Life.